# Bernardino Licinio

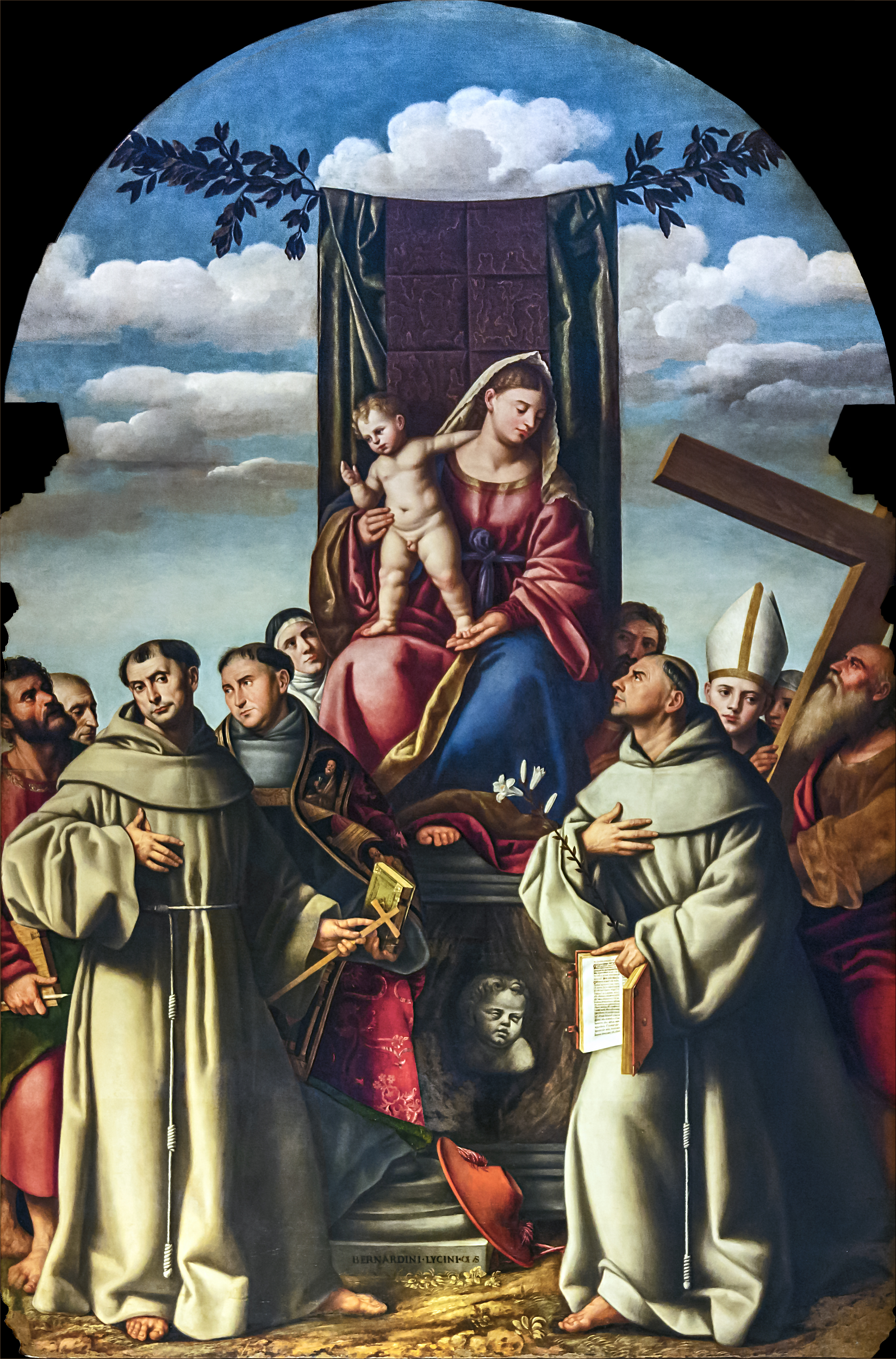
Virgen entronizada con santos, Santa Maria dei Frari, Venecia.

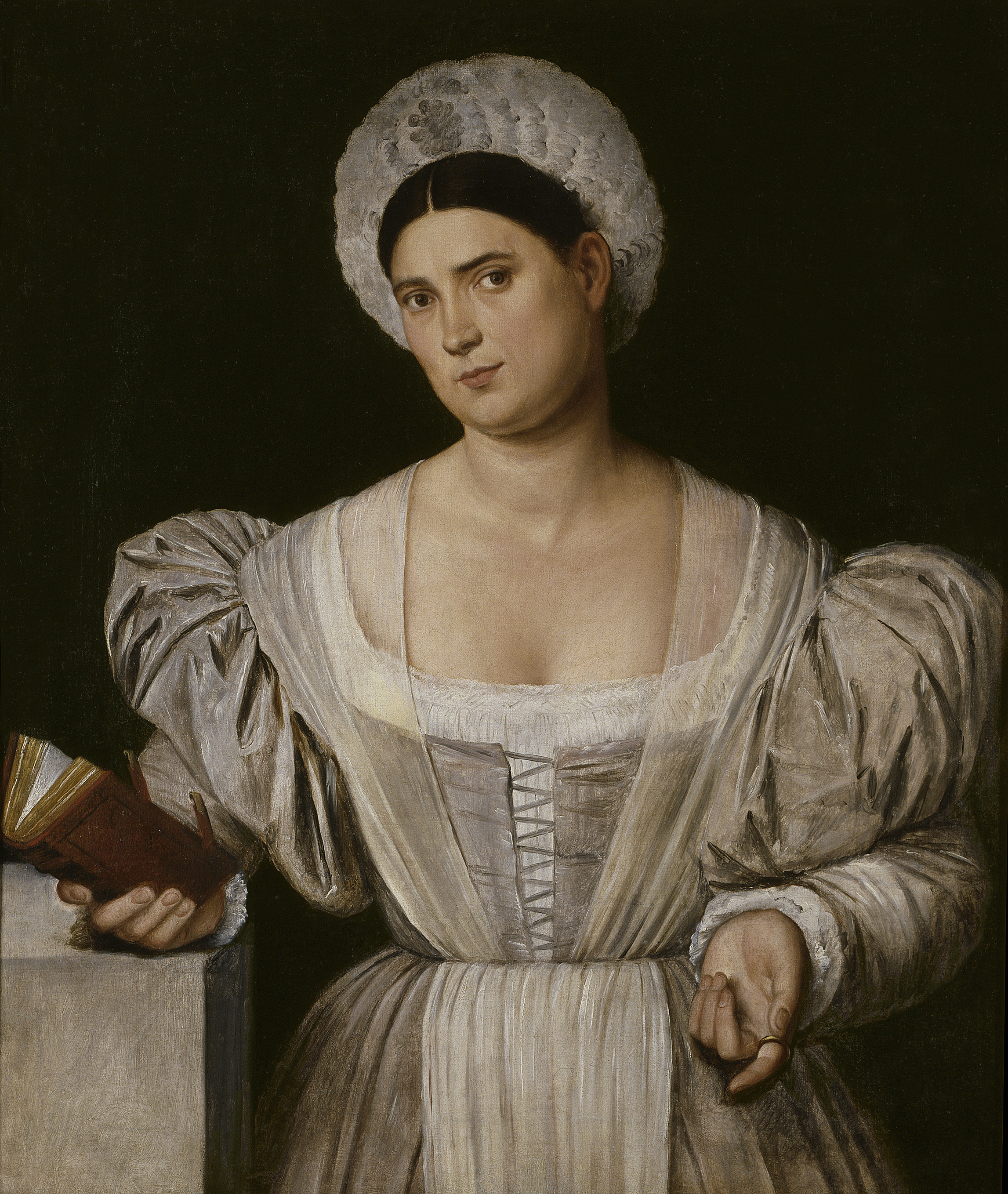
Retrato femenino (¿Agnese, cuñada del pintor?), óleo sobre lienzo, 98 x 70 cm, Madrid, Museo del Prado.

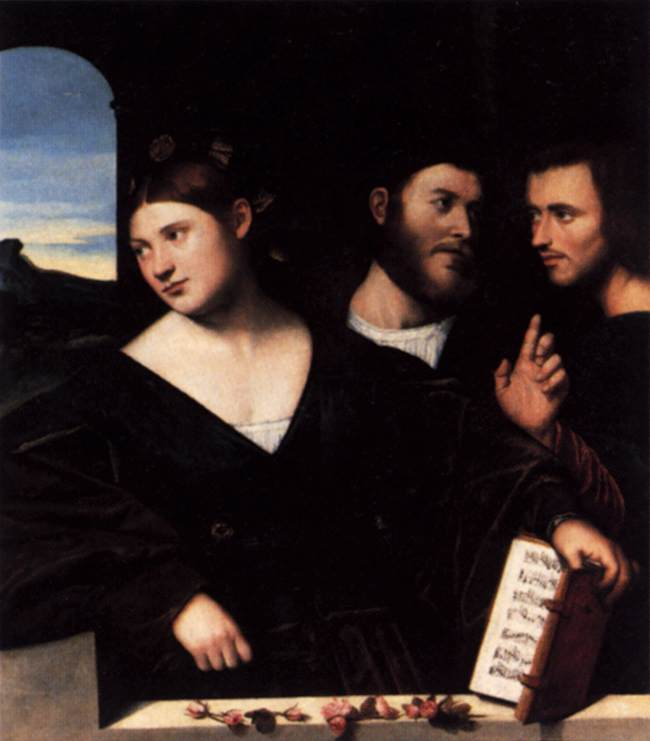
Alegoría del Amor.

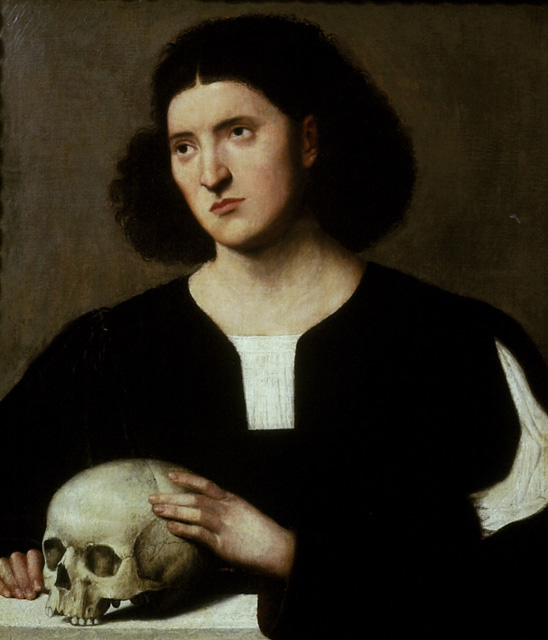
Retrato de joven con calavera.

Bernardino Licinio (Poscante, Bérgamo, c. 1489-Venecia, después de 1549), pintor renacentista italiano.

## Biografía
Veneciano nacido en el seno de una familia de origen bergamasco, se educó en la tradición pictórica iniciada por Giovanni Bellini, probablemente en el taller del propio maestro. Ya en 1511 se encuentra inscrito en la cofradía veneciana de pintores.
Licinio fue, ante todo, retratista, donde alcanzó cotas de gran realismo, aunque siempre tuvo problemas con los retratos de grupo, donde en contadas ocasiones consiguió establecer relaciones de interdependencia entre las figuras, que suelen aparecer aisladas en sí mismas, a veces incluso colocadas simétricamente, lo que da a sus obras un aire arcaico. Esto se hizo palpable principalmente en sus obras de tema religioso, con alguna excepción como la tabla con la Virgen entronizada con santos que realizó para los Frari de Venecia, uno de sus mayores logros en este campo.
Bernardino Licinio no fue un innovador, aunque permaneció al tanto de las innovaciones que en el ambiente veneciano estaban introduciendo los principales pintores de su tiempo como Tiziano y Giorgione. Sin embargo, estas novedades muchas veces fueron introducidas con retraso y dificultad. Buen ejemplo de este hecho son sus retratos giorgionescos de la década de 1520, realizados cuando el propio Tiziano ya había superado diez años atrás esta fase de su carrera.
En su fase más madura, Licinio consiguió acercarse a la pintura más actual, consiguiendo unas obras con cierta coherencia estilística; aunque su amor por el detalle descriptivo siempre lo ató a sus orígenes, sus retratos son obras de gran belleza, con una fuerte sensación de realidad. Por desgracia, sus propias limitaciones como artista lastrarán su obra, particularmente débiles por la poca profundidad psicológica de sus personajes, mera repetición de modelos aprendidos de otros artistas con verdadero talento creativo.
En el taller de Licinio trabajaron su hermano Arrigo y los hijos de este, Fabio y Giulio Licinio, también pintores.

## Obras destacadas
- Sagrada Familia con la Magdalena (antes en Colección Wyndham)
- Retrato de dama (Courtauld Institute of Art, Londres)
- Retorno del hijo pródigo (The National Museum of Art, Bucarest)
- Sagrada Familia con santa mártir (c. 1510-30, National Gallery, Londres)
- Adoración de los Pastores (Pinacoteca Civica Tosio Martinengo, Brescia)
- Retrato de cortesano (antes en la Colección Dal Vecchio, Génova)
- Retrato de artista con sus discípulos (Alnwick Castle)
- Concierto (c. 1520-25, The Royal Collection, Londres)
- Retrato de hombre joven con boina y guantes (1520-25, Kunsthistorisches Museum, Viena)
- Retrato de un magistrado (1520, Museo Nacional de Bellas Artes, Buenos Aires)
- Alegoría del Amor (1520, Colección particular)
- Retrato de familia (c. 1520, Museo del Hermitage, San Petersburgo)
- Retrato femenino (1522, Museum of Fine Arts, Budapest)
- Retrato de joven (1524, Howard University Gallery of Art, Washington)
- Retrato de muchacha (1524, Galleria Franchetti Ca' d'Oro, Venecia)
- Retrato de familia (1524, The Royal Collection, Hampton Court)
- Mártires franciscanos (1524, Santa Maria Gloriosa dei Frari, Venecia)
- Retrato de hombre con un misal (1524, York Art Gallery)
- Retrato de joven con calavera (1525, Ashmolean Museum, Oxford)
- Retrato de Stefano Nani (1528, National Gallery, Londres)
- Tríptico de la Resurrección (1528, San Giovanni Battista, Lonato)
- Retrato de caballero (1532, Kunsthistorisches Museum, Viena)
- Virgen entronizada con santos (1535, Santa Maria Gloriosa dei Frari, Venecia)
- La familia de Arrigo Licinio, hermano del artista (1535, Galería Borghese, Roma)
- Retrato de Agnese, cuñada del pintor (c. 1535, Museo del Prado, Madrid)
- retrato de dama en vestido rojo (1540, Museos Cívicos de Pavía)
- Virgen con el Niño y San Francisco de Asís (1541, Uffizi, Florencia)
- Retrato de Ottaviano Grimani (1541, Kunsthistorisches Museum, Viena)
- Retrato de un arquitecto (1541, The Royal Collection, Londres)